# قوة الحب والتسامح (كتاب)
قوة الحب والتسامح من كتب التنمية البشرية التي ذاع صيتها ألفه إبراهيم الفقي.

## نبذة مختصرة عن الكتاب
يقع هذا الكتاب في 105 صفحات ويتحدث عن حياة الإنسان بشكل عام مع القاء نظرة شمولية عليها إذ يرى الكاتب أن حياة الإنسان لا يمكن أن يكون لها قيمة أو معنى دون الحب لأن الله تعالى خلق الخلق جميعهم بالحب وامرهم بالحب أن يعبدوه كما سيكافئ الله عباده الصالحين بالحب ولهذا يجب أن يصل الإنسان إلى مرحلة متكاملة من الحب وكي يصل إلى هذه المرحلة يرى الكاتب أن الإنسان يجب أن يصل إلى التسامح المتكامل أولا ومن ثم سيقوده التسامح إلى الحب الذي يوصل إلى مرحلة العطاء لأن العطاء لا يمكن أن يكون دون دافع الحب ويوضح الكاتب في كتابه أن كلا من التسامح والحب والعطاء هي امور مرتبطة ببعضها البعض ولهذا لا يستطيع أي شخص أن يصل لاي واحدة من هذه الامور دون أن يصل اليها جميعها معا إذ أن هذه المنظومة الثلاثية للحب هي الأساس وهي الشيء الرئيسي الذي يدور حوله الكتاب.

## انظر ايضآ
- إبراهيم الفقي